# SIDM
SIDM (Self-Interacting Dark Matter、自己相互作用する暗黒物質)は、天体物理学や素粒子物理学において、標準的な冷たい暗黒物質モデル（CDM）とは対照的に、強い相互作用を持つ暗黒物質粒子である。SIDMは コア・カスプ問題 の解決策として2000年に提唱された。最も単純な自己相互作用モデルでは，湯川型ポテンシャルと媒介粒子φが2つの暗黒物質粒子の間を仲介する。銀河スケールでは、暗黒物質同士の自己相互作用によって暗黒物質粒子間のエネルギーと運動量の交換が起こる。この結果、宇宙論的な時間スケールでは、暗黒物質ハローの中心領域に等温コアが形成される。
SIDMが静水圧平衡にあるとき、その圧力と密度は以下の方程式に従う：
{\displaystyle \nabla P_{\chi }/\rho _{\chi }=\nabla \Phi _{\rm {tot}}=\nabla (\Phi _{\chi }+\Phi _{b})}
ここで {\displaystyle \Phi _{\chi }} および {\displaystyle \Phi _{b}} はそれぞれ暗黒物質とバリオンの重力ポテンシャルである。この方程式は暗黒物質の分布とバリオン物質の分布を自然に相関させる。この相関によって、SIDMはタリー・フィッシャー関係のような現象を説明することができる。
SIDM はDAMA実験の年周変調信号の説明としても提唱されている。さらに、SIDMは高赤方偏移の超大質量ブラックホールの起源となりうることが示されている。SIDMはいわゆる「ダーク・ビッグバン」で誕生したのかもしれない。
2024年7月、SIDMが「最終パーセク問題」を解決するという研究が発表され、その2ヶ月後には別の研究がファジーコールド暗黒物質で同じことを提案している。

## 関連記事
- MACS J0025.4-1222、暗黒物質の自己相互作用を制限する天文学的観測
- ESO 146-5、Abell 3827のコア部分、SIDMの最初の証拠と主張された
- Strongly interacting massive particle (SIMP)、宇宙線のデータを説明するために提案
- Lambda-CDM model